# Rachelle Boone-Smith
Rachelle Boone-Smith, geb. Rachelle Boone (* 30. Juni 1981 in Norfolk, Virginia) ist eine ehemalige US-amerikanische Sprinterin. 
2005 wurde sie über 200 m US-Vizemeisterin und gewann bei den Leichtathletik-Weltmeisterschaften in Helsinki die Silbermedaille.
2006 errang sie über dieselbe Distanz den nationalen Titel.

## Persönliche Bestzeiten
- 60 m: 7,19 s, 1. März 2009, Boston
- 100 m: 11,13 s, 21. Juni 2007, Indianapolis
- 200 m: 22,22 s, 26. Juni 2005, Carson
- Halle: 22,99 s, 8. März 2002, Fayetteville